# كورت فولرتون
كورت فولرتون (بالإنجليزية: Curt Fullerton) هو لاعب كرة قاعدة أمريكي، ولد في 13 سبتمبر 1898 في إلسورث في الولايات المتحدة، وتوفي في 9 يناير 1975 في وينثروب ‏ في الولايات المتحدة.

## وصلات خارجية
- كورت فولرتون على موقعبيزبول رفرنس.كوم (الدوري الرئيسي) (الإنجليزية)